# Station Cessieu
Station Cessieu is een spoorwegstation in de Franse gemeente Cessieu.